# Người Bảo Vệ Kinh Thánh
Người Bảo Vệ Kinh Thánh(Tiếng Anh: Bulletproof Monk) là một bộ phim siêu anh hùng, hài kịch của Mỹ năm 2003 được chỉ đạo bởi Paul Hunter trong lần đầu làm đạo diễn của anh ấy, các diễn viên tham gia gồm có Châu Nhuận Phát, Seann William Scott, và Jaime King. Bộ phim dựa trên bộ truyện tranh với lời được viết bởi Brett Lewis và được vẽ bởi Michael Avon Oeming. Bộ phim được quay ở Toronto và Hamilton, Canada, và các địa điểm khác như Thành phố New York.

## Nội dung
Tại Tibet vào năm 1943, một nhà sư Tây Tạng được sư phụ nói rằng ông đã tìm thấy người được chọn kế nhiệm trong lời tiên tri. Nhà sư đó, sau khi quên đi cái tên của mình, đã được tin tưởng để trở thành người bảo vệ tiếp theo của cuốn bí kíp bí mật ẩn chứa kiến thức giúp người đọc được nó trở nên mạnh mẽ, trẻ lại và miễn nhiễm trước mọi tổn thương và bệnh tật. Với sức mạnh đã được ban, nhà sư biết rằng một ngày nào đó ông sẽ phải tìm một người kế nhiệm kế tiếp để truyền thụ bí kíp này. Ông buộc phải rời khỏi ngôi chùa và trốn đi khi lính Đức Quốc xã, dẫn đầu là Strucker, tấn công ngôi đền của ông và hạ sát sư phụ. Strucker, kẻ tìm kiếm cuốn bí kíp cho những tham vọng cá nhân, thề sẽ đuổi cùng diệt tận kẻ đã mang nó đi.
60 năm sau, nhà sư vô danh ấy chứng kiến một tên móc túi trẻ tên Kar khi đang chạy trốn khỏi cảnh sát, với một nhóm giang hồ hoạt động ở ga tàu, bọn chúng không chấp nhận việc Kar móc túi trên địa bàn của chúng. Khi cả hai va chạm với một cô gái trẻ bị mắc kẹt chân mình vào đường ray của một đoàn tàu đang chạy tới, Kar và nhà sư đã giải cứu cô ấy. Sau khi cả hai giới thiệu về bản thân, Kar đã trộm cuốn bí kíp từ nhà sư và chạy mất. Nhà sư âm thầm theo dõi anh, linh tính của nhà sư ấy mách bảo ông rằng Kar có thể chính là người kế vị phù hợp dựa trên việc anh ta đã hoàn thành lời tiên tri đầu tiên: “Anh ta sẽ đánh bại đội quân của kẻ thù trong khi một đàn sếu trên đầu bay qua”(Kar đã đánh bại toàn bộ thành viên của nhóm giang hồ hoạt động ở khu vực ga tàu). Khi Kar chiến đấu với kẻ cầm đầu của nhóm giang hồ, anh đã gặp một cô gái trẻ tên là Jade, và anh đã đem lòng yêu cô ấy. 
Ngày hôm sau, Jade đã đến một bảo tàng triển lãm được chỉ đạo tổ chức bởi Nina, cháu gái của Strucker, người đang bí mật tìm cuốn bí kíp. Jade sau đó thấy Kar đang ở cùng với nhà sư và yêu cầu anh ta trả lại chiếc vòng cổ mà anh đã ăn trộm để có được tình cảm của cô ấy. Cuộc đối thoại bị gián đoạn khi nhà sư bị những tên lính đánh thuê của Strucker đuổi theo. Nhà sư đã cho Kar biết nơi ẩn náu bí mật của những nhà sư Tây Tạng còn sống sót sau vụ việc năm xưa.
Khi đang tập luyện ở toà nhà bỏ hoang, Kar và nhà sư tiếp tục bị tấn công một lần nữa. Trong cuộc tấn công đó, Kar đã vô tình làm rơi cuộn bí kíp từ trên mái nhà xuống và đã bị Nina lấy đi. Tuy nhiên, cô và Strucker sau đó đã phát hiện ra cuốn bí kíp ấy chỉ là giả; Qua lời kể của nhà sư, Kar sau đó biết được rằng bí kíp thực sự được lưu giữ trong thân thể của nhà sư. Vì tức giận, Nina đã đến nơi ở của Kar để tìm Kar và nhà sư, và cô đã giết ông chủ của Kar. Nhà sư sau đó đã bỏ đi, nhưng Kar, cùng với mục đích mới của mình, đã đi tìm và gặp lại nhà sư ở tiệm giặt là – nơi ẩn náu bí mật của nhà sư. Một đồ đệ của vị sư vô danh kia, vì tham vọng cá nhân của mình nên đã phản bội và tiết lộ cho Nina biết nơi ẩn náu của nhà sư, buộc họ phải chạy trốn thêm lần nữa. Khi họ đang chạy trốn, bọn lính đánh thuê của  Nina's đã đưa toàn bộ các nhà sư đến cơ sở bí mật của Strucker bên dưới bảo tàng, và tất cả bọn họ bị tra tấn, vị đồ đệ phản bội sau đó đã bị giết .
Trong khi đang tìm kiếm giúp đỡ, Kar và nhà sư đã gặp Jade ở nhà cô, biết rằng cô ấy là con gái của một tên trùm tội phạm bị cầm tù. The monk đã nhận ra một sự thật rằng, tại nhà của Jade, Kar đã thực hiện lời tiên tri thứ 2: “Anh ta sẽ đấu tranh vì tình yêu trong cung điện Ngọc Bích”(Nơi ở của Jade là một biệt thự - cấu trúc như một cung điện, tên thật của Jade là Ngọc Bích). Vào thời điểm đó, Nina đã tìm ra nơi ở của Jade, tấn công bọn họ và bắt nhà sư đi . Jade đã nhận ra Nina ở buổi triển lãm và quyết định sẽ giúp Kar xâm nhập vào trụ sở của bọn chúng. Cả hai đã hạ gục toàn bộ đám lính và đột nhập thành công vào trong trụ sở, nhưng sau đó họ đã bị tách ra. Jade đã bị chặn bởi Nina ở đường cống ngầm, mặc trang phục chiến đấu trong bộ áo liền quần kiểu quân đội. Trong cuộc chiến, Nina đã lấy ra 2 thanh kiếm sai từ đôi bốt để giết Jade, nhưng rồi bị cướp vũ khí và bị liệt bởi một cú đá vào chân. Jade siết cổ Nina và giết chết cô. Strucker bắt đầu đọc những nội dung được ghi trong cuốn nhật kí đã được quét từ cơ thể của nhà sư, và nhận lại được tuổi trẻ. Tuy nhiên, Strucker sau đó đã nhận ra đoạn cuối của bí kíp bị thiếu. Nhà sư nói rằng ông đã ghi nhớ những nội dung cuối cùng ấy trong tâm trí để ngăn chặn dã tâm của những người như Strucker. Trước khi hắn có thể quét não nhằm mục đích đọc được đoạn cuối của cuộn bí kíp, Kar đã tới và ngăn chặn hắn, giải thoát cho nhà sư. Khi Jade đang giải thoát cho những nhà sư khác, vị sư vô danh và Kar cùng nhau chiến đấu chống lại Strucker, cuối cùng Kar đã đá Strucker rơi từ mái nhà xuống và Strucker đã bị giật điện vì bị vướng vào dây điện.
Tin rằng Strucker đã chết, cả hai đã quay lại và gặp lại Jade. Nội dung của cuốn bí kíp đã được truyền sang Kar, vì anh đã hoàn thành lời tiên tri thứ ba: Anh ta sẽ giải thoát những người anh em mà anh ta chưa quen cùng với gia đình mà anh ta chưa hề có. Strucker, vẫn còn sống và định giết Kar, nhưng bức tượng đã đổ xuống và đè chết hắn . Kar rất ngạc nhiên khi thấy Jade vẫn còn sống dù đã bị Strucker bắn vào bụng, cô ấy đã hoàn thành ba lời tiên tri cùng với Kar. Vào ngày hôm sau, nhà sư đã nói cho Kar và Jade mỗi người biết một nửa đoạn cuối của cuộn bí kíp. Cả hai sau đó chúc nhà sư chuyến du lịch vui vẻ trước khi bắt đầu hành trình 60 năm là người bảo vệ cuốn bí kíp kế nhiệm.

## Dàn diễn viên
- Châu Nhuận Phát trong vai nhà sư vô danh
- Seann William Scott trong vai Kar
- Jaime King trong vai Jade "Gái Hư" Kerensky
- Karel Roden trong vai Strucker
- Victoria Smurfit trong vai Nina Strucker
- Roger Yuan trong vai sư đệ Tenzin
- Mako trong vai ông Kojima
- Marcus Jean Pirae trong vai "Funktastic"

## Sản xuất
Vào tháng 5 năm 2000, có thông tin cho rằng MGM đã trả một khoản tiền 6 con số để biến bộ truyện tranh đình đám “Người Bảo vệ Kinh Thánh” thành một bộ phim người thật đóng với Châu Nhuận Phát là nhân vật chính cùng với Lion Rock của John Woo và Terence Chang Sản xuất sản xuất. Seann William Scott was cast in November 2001.

### Phòng vé
Bộ phim đã thu về một khoản tiền xấp xỉ 23 triệu đô la khi được công chiếu ở Hoa Kỳ, và con số này lên đến 37 triệu đô la khi được công chiếu trên toàn thế giới, tuy nhiên khoản lợi nhuận ấy vẫn ít hơn kinh phí sản xuất là 52 triệu đô la

### Phản hồi
Bộ phim đã nhận được chứng nhận đánh giá của RT. Trang web có nội dung: "Ngôi sao hành động đáng kính Châu Nhuận Phát là sự cứu rỗi duy nhất trong bộ phim hành động ngớ ngẩn này" Trên Metacritic bộ phim đạt điểm 40% dựa trên đánh giá của 29 nhà phê bình. Những khán giả được khảo sát bởi CinemaScore đã đánh giá bộ phim ở mức B theo thang điểm từ A đến F.
Roger Ebert, nhân viên của Chicago Sun-Times cho điểm 2/4, và viết: "Cảnh chiến đấu trong Người Bảo Vệ Kinh Thánh không sáng tạo như một số tôi đã thấy (mặc dù trận đánh giữa hai thầy trò nhà sư trên cầu dây được thực hiện tốt đến mức nó làm tăng kỳ vọng của tôi về bộ phim lên rất nhiều, nhưng cuối cùng bộ phim này đã không đáp ứng kỳ vọng của tôi)."
Robert Koehler, nhân viên của Variety đã viết: "Các khán giả lớn tuổi có thể sẽ phản đối việc có vô số câu hỏi trong cốt truyện xuất hiện trên màn hình.” Koehler so sánh bộ phim này với các bộ phim hành động Hồng Kông, đánh giá rằng các cảnh đánh nhau chỉ ở mức tương đối, nhưng hiệu ứng hình ảnh nhìn chung là xuất sắc.
Jamie Russell của BBC chấm điểm 3/5 và nói bộ phim này "Thực sự ngớ ngẩn, nhưng ngớ ngẩn một cách rất đáng yêu."
David Edelstein của  cho rằng bộ phim Người Bảo Vệ Kinh Thánh là một bộ phim Ngọa Hổ Tàng Long đối với khán giả Mĩ; đồng thời chỉ trích các hiệu ứng đặc biệt và kỹ thuật quay phim nghèo nàn của bộ phim này (Anh đã so sánh bộ phim với một "
"), và kết luận rằng "họ đã làm rất nhiều những bộ phim rác rưởi ở Hồng Kông, nhưng đây là thứ rác rưởi nhất. Bản làm lại của Mỹ này có cùng một loại cốt truyện nhưng không có sự dũng cảm nào. Nó khiến chúng trông giống như những con khỉ, chứ không phải không chống đạn." 
Bill Stamets của Chicago Reader phê bình rằng Người Bảo Vệ Kinh Thánh chỉ có những cảnh chiến đấu "thông thường" và sự hài hước dành cho lứa tuổi thanh thiếu niên, và rằng "bộ phim thể hiện tính cách điềm tĩnh của Châu Nhuận Phát, nhưng triết lý của người Tây Tạng lại dẫn đến nghịch lý với câu hỏi về những chiếc xúc xích và bánh mì."(Trong phim, Châu Nhuận Phát đã nói: “Tại sao xúc xích lại được bán 10 cây 1 gói trong khi bánh mì chỉ có 3 cái một gói.”)